# Sphecodes hagensi
Sphecodes hagensi är en biart som beskrevs av Conrad Ritsema 1880. Sphecodes hagensi ingår i släktet blodbin, och familjen vägbin. Inga underarter finns listade i Catalogue of Life.